# Jamie Moyle
Jamie Moyle (Riverside, California; 17 de marzo de 1989) es una artista marcial mixta estadounidense que compite en la división de peso paja.

## Carrera de artes marciales mixtas
Moyle debutó en MMA amateur en julio de 2011. Durante los tres años siguientes acumuló un récord amateur de 5 victorias contra 2 derrotas. Ganó un torneo amateur Tuff-n-Uff y obtuvo un contrato de cuatro peleas con Invicta Fighting Championships.

### Invicta FC
Hizo su debut profesional contra Jenny Liou Shriver en Invicta FC 9: Honchak vs. Hashi el 1 de noviembre de 2014. Ganó la pelea por decisión unánime. Fue galardonada con un premio de bonificación por Actuación de la Noche.
En su segunda pelea para la promoción, Moyle se enfrentó a JJ Aldrich en Invicta FC 11: Cyborg vs. Tweet el 27 de febrero de 2015. Ella ganó la pelea por sumisión técnica debido a un estrangulamiento trasero desnudo en la primera ronda.
En su tercera pelea para la promoción, Moyle se enfrentó a Amy Montenegro en Invicta FC 13: Cyborg vs. Van Duin el 9 de julio de 2015. Ganó la pelea por decisión dividida. Fue galardonada con un premio de bonificación de Pelea de la Noche.
En su cuarta pelea para la promoción, Moyle se enfrentó a Sharon Jacobsen en Invicta FC 14: Evinger vs. Kianzad el 12 de septiembre de 2015. Perdió la pelea por decisión unánime, la primera derrota de su carrera profesional de MMA. Ella fue galardonada con un premio de bonificación Pelea de la Noche.

### The Ultimate Fighter
En el combate de eliminación, Moyle derrotó a Alyssa Krahn por sumisión en la primera ronda y fue la segunda elegida del equipo Joanna. En el combate de cuartos de final, Moyle se enfrentó a Amanda Bobby Cooper. Perdió el combate por decisión mayoritaria y fue eliminada de la temporada.

### Ultimate Fighting Championship
En septiembre de 2016, se anunció que Moyle había firmado con Ultimate Fighting Championship. En su debut, se enfrentó a Kailin Curran en The Ultimate Fighter: Tournament of Champions Finale el 3 de diciembre de 2016. Ganó la pelea por decisión unánime.
En su segunda pelea para la UFC, Moyle se enfrentó a Viviane Pereira en UFC 212 el 3 de junio de 2017. Perdió la pelea por decisión unánime.
Moyle estaba programada para enfrentarse a Maryna Moroz el 30 de enero de 2018 en UFC 220. Sin embargo, Moyle se retiró de la pelea durante la semana previa al evento citando una lesión no revelada, y el combate fue cancelado.
Moyle se enfrentó a Emily Whitmire el 7 de julio de 2018 en el UFC 226. Perdió la pelea por decisión unánime.
El 30 de agosto, Moyle fue liberada de UFC.

### Regreso a Invicta
Moyle se enfrentó a Brianna van Buren el 15 de diciembre de 2018 en Invicta FC 33: Frey vs. Grusander II. Moyle perdió el peso por nueve libras, pesando 125,1 libras y perdiendo el 25% de su bolsa a Van Buren. Perdió la pelea por decisión unánime.

## Récord en artes marciales mixtas
| Resultado | Récord | Oponente          | Método                              | Evento                                               | Fecha                    | Ronda | Tiempo | Localización   |
| --------- | ------ | ----------------- | ----------------------------------- | ---------------------------------------------------- | ------------------------ | ----- | ------ | -------------- |
| Derrota   | 4–4    | Brianna van Buren | Decisión (unánime)                  | Invicta FC 33: Frey vs. Grusander II                 | 15 de diciembre de 2018  | 3     | 5:00   | Kansas City    |
| Derrota   | 4–3    | Emily Whitmire    | Decisión (unánime)                  | UFC 226                                              | 7 de julio de 2018       | 3     | 5:00   | Las Vegas      |
| Derrota   | 4–2    | Viviane Pereira   | Decisión (unánime)                  | UFC 212                                              | 3 de junio de 2017       | 3     | 5:00   | Río de Janeiro |
| Victoria  | 4–1    | Kailin Curran     | Decisión (unánime)                  | The Ultimate Fighter: Tournament of Champions Finale | 3 de diciembre de 2016   | 3     | 5:00   | Las Vegas      |
| Derrota   | 3–1    | Sharon Jacobsen   | Decisión (unánime)                  | Invicta FC 14: Evinger vs. Kianzad                   | 12 de septiembre de 2015 | 3     | 5:00   | Kansas City    |
| Victoria  | 3–0    | Amy Montenegro    | Decisión (split)                    | Invicta FC 13: Cyborg vs. Van Duin                   | 9 de julio de 2015       | 3     | 5:00   | Las Vegas      |
| Victoria  | 2–0    | JJ Aldrich        | Sumisión técnica (rear-naked choke) | Invicta FC 11: Cyborg vs. Tweet                      | 27 de febrero de 2015    | 1     | 2:20   | Los Ángeles    |
| Victoria  | 1–0    | Jenny Liou        | Decisión (unánime)                  | Invicta FC 9: Honchak vs. Hashi                      | 1 de noviembre de 2014   | 3     | 5:00   | Davenport      |